# Passavant-en-Argonne

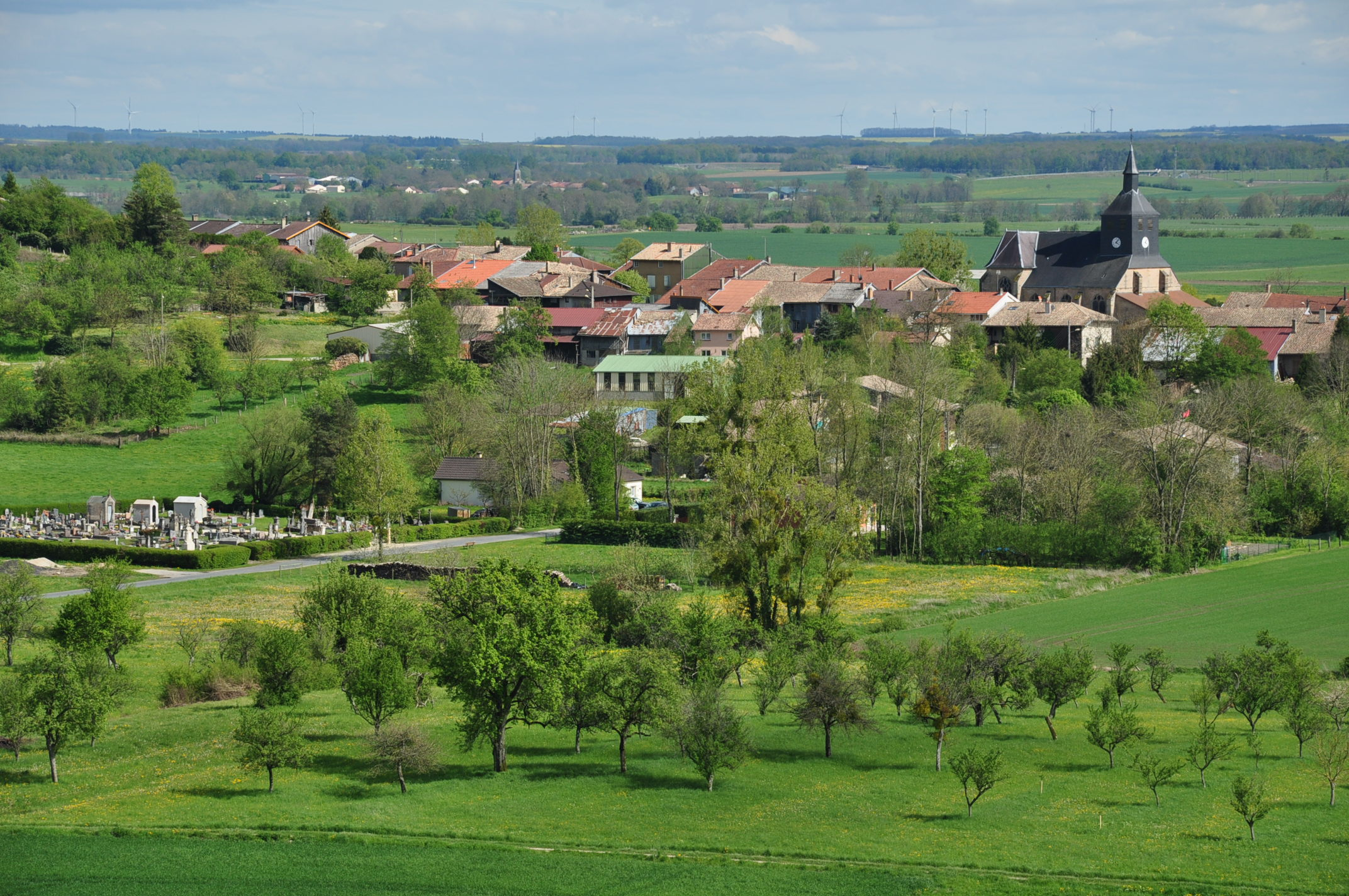
Passavant-en-Argonne

Passavant-en-Argonne  là một xã thuộc tỉnh Marne trong vùng Grand Est đông nam nước Pháp. Xã này nằm ở khu vực có độ cao trung bình 200 mét trên mực nước biển.